# 屈普斯
屈普斯是德国巴伐利亚州的一个市镇。总面积35.65平方公里，总人口7924人，其中男性3944人，女性3980人（2011年12月31日），人口密度222人/平方公里。